# Erik Dan Bergman
För andra personer med liknande namn, se Dan Bergman och Erik Bergman
Anders Erik Daniel Bergman, även kallad Erik Dan Bergman, född 21 november 1869 i Norrköpings Hedvigs församling, död 21 februari 1932 i Högalids församling i Stockholm, var en svensk författare och journalist. Han var känd för sina kåserier under pseudonymen Dan.
Bergman var son till klädesfabrikören Daniel Fredrik Bergman och Vilma Bergenström samt yngre bror till ingenjören Sven Dan Bergman och äldre bror till lättmetallpionjären Wilhelm Dan Bergman. Han var även farbror till skådespelarna Tom Dan-Bergman och Mona Dan-Bergman.
Han blev filosofie licentiat 1897, och arbetade därefter som journalist vid Dagens Nyheter (1897–1900), Aftonbladet (1901–1903) och Strix (1898–1907). Han var redaktör för tidningarna Kurre (1907–1912) och Allt för alla (1912). Han är främst känd genom sina korta humoristiska berättelser.
Bergman var från 1900 gift med Emilie Haddorf (1869–1951). Han är tillsammans med hustrun begravd i släktgrav för familjerna Bergenström och Bergman på Norrköpings Matteus kyrkogård.

## Filmografi
- 1924 – Dan, tant och lilla fröken Söderlund (manus och roll)